# 曲水温泉
曲水温泉（現七曲温泉）は、石川県金沢市（旧国加賀国）の温泉。湯涌温泉、深谷温泉、犀川峡温泉、滝坂温泉、からなる金沢温泉郷のうちのひとつ。

## 泉質
- ナトリウム-カルシウム-塩化物泉（弱アルカリ性高張性高温泉）[1]
- 掘削深度 - 800m[1]
- 湧出量 - 81.6l/min[1]
- 源泉温度 - 49.5℃[1]

七曲温泉の大きな特徴として挙げられるのが溶存物質の数字(温泉の中に溶け込んでいる成分の総量)である。通常、溶存物質を基準値1000㎎以上含んでいれば温泉と称することができる。七曲温泉は14356㎎含まれている。これは一般家庭の浴槽200ℓに入浴剤を約2.9kg入れるのと同等と濃さである。
溶存物質が多く、温泉の濃度が人の細胞液の濃度よりも高い場合どのようになるか。
濃度の高いものと低いものが薄い膜を境にして接すると、水分は濃度の低い方から高い方に移動して同じ濃度になろうとする。これを専門用語で「浸透圧」と呼ぶ。同時に濃度の高い方からは水以外の成分が低い方に移動して同じ濃度になろうとする。
温泉の場合、人の体の濃度よりも低いものを「低張性温泉」（溶存物質8000㎎未満）、同じものを「等張性温泉」（溶存物質8000以上10000㎎未満）、高いものを「高張性温泉」（10000㎎以上）と区別している。
七曲温泉は溶存物質が14356㎎なので、高張性温泉に分類されます。ですから成分が皮膚を通じて体内に入りやすい温泉だということができる。
七曲温泉の効能とは 
すべての温泉に共通した「一般適応症」として、「神経痛」「関節痛」「筋肉痛」「五十肩」「慢性消化器病」「冷え性」「疲労回復」「健康増進」などがある。
この他に泉質による「泉質別適応症」が定められている。七曲温泉は塩化物泉に分類されるので、適応症として「きりきず」「やけど」「慢性皮膚病」「慢性婦人病」に効く。かつて、アトピーの子をこの温泉で療養させ､快癒させたという逸話も残る。

## 温泉街
平成元年より営業していた1軒宿の曲水苑(曲水温泉)が、2015年（平成27年）1月11日(日)をもって閉店し27年間の幕を閉じた。
その後、旧経営者が温泉の権利を引き継いでくれる人に譲渡。温泉井戸の改修工事を行い七曲温泉として再開。日帰り温泉とレストランを先行オープンした後、2024年（令和6年）4月28日に温泉旅館「Onsen（温泉）& Garden（ガーデン）七菜（なな）」が開業することとなった。建物には飛騨市で「奥飛騨おもちゃ博物館」（2016年閉館）として使われていた築200年以上の古民家が移築された。

## 歴史
- 1989年（平成元年）- 曲水苑 営業開始。
- 2015年（平成27年）1月11日 - 曲水苑 閉店[3]。
- 2024年（令和6年）4月27日 - ホテル「Onsen & Garden 七菜」が開業（予定）[2]。

## アクセス
公共交通
- 金沢駅東口より12番系統 湯涌温泉ゆき（北鉄金沢バス・湯涌線）で30分程度。「東荒屋」バス停下車、徒歩7分。
- タクシーで約20分。

車
- 金沢市中心部からは石川県道・富山県道10号金沢湯涌福光線を湯涌温泉・南砺（旧福光町）方面へ。
南砺市方面からも同県道を経て向かうことができるが、冬季は県境付近の区間（富山県南砺市刀利・刀利ダム - 石川県金沢市横谷町）が閉鎖され、車両の通り抜けが出来ない。